# Cwm Cadnant
Cwm Cadnant est une localité du pays de Galles située sur l’île d’Anglesey.